# 안상수 (디자이너)
안상수(安尙秀, 1952년 ~ )는 안그라픽스를 설립한 대한민국의 그래픽 디자이너이다. 홍익대학교 미술대학 시각디자인과의 교수로 근무한바 있고, 현재 파주타이포그래피학교 교장이다. 특히 한글 글꼴 디자인 분야와 타이포그래피 디자인 분야에서의 업적이 크다. 2007년에는 독일 라이프치히시가 수여하는 ‘2007 구텐베르크상 수상자’로 선정됐다. 1985년부터 1991년까지 안그라픽스의 대표를 역임했으며 한글발전에 기여한 공로로 한글학회로부터 표창을 받았고 신문가독성 연구로 한국신문협회의 한국신문상을 수상하였다. 홍익대학교 시각디자인과와 동 대학원을 졸업하였으며 한양대학교 대학원에서 '이상 시에 대한 타이포그래피 연구' 보관됨 2005-03-09 - 웨이백 머신 로 응용미술학 박사학위와 영국 킹스턴대학교에서 명예박사학위를 받았다.

## 어린 시절
안상수는 1952년 충청북도 충주시에서 태어나 1970년 홍익대학교 응용미술학과에 입학하여 디자인의 길을 걷게 되었다. 학창 시절에는 홍대학보사 편집장을 지냈으며 《와우》라는 만화를 연재하기도 했다.
1977년에 대학교를 졸업하고 금성사 디자인실(현 LG전자 디자인연구소)에 입사하였으며 희성산업(현 HS애드)에서 디자이너로 일했다. 1981년에는 잡지 《꾸밈》에서 아트 편집을 하였으며 종합교양지 《마당》의 창간부터 아트디렉터로 일했고 1983년에는 《멋》의 창간에 참여하고 아트디렉터로 일하였다. 이때 석사과정중에 한글 타이포그래피 가독성에 대한 연구를 하고 '신문활자의 가독성 연구'로 한국 신문상을 수상하게 되었다. 1983년 12월에는 《월간 디자인》의 올해의 인물로 선정되었다.

## 탈네모틀 글꼴
1985년에 발표한 안상수체는 대표적인 한글 탈네모틀 글꼴이다. 안상수체는 닿자, 홀자, 받침의 모양과 크기, 위치가 모두 같게 만들었으며 특히 받침은 홀자의 정중앙 아래에 위치하는 특징이 있고 쌍받침은 오른쪽으로 삐져나가는 등의 특징적 모양새를 가진다. 한글 글꼴로서는 처음으로 가변폭을 적용하였다.
1991년에는 컴퓨터용 안상수체를 안그래픽스에서 개발하였다. 이 글꼴은 한글과 컴퓨터에서 개발한 아래한글에 기본 글꼴로 탑재되었다. 이후 이상체, 미르체, 마노체등의 글꼴을 계속 개발하여 새로운 한글 글꼴 디자인의 지평을 열었다. 또한 당시 컴퓨터 디자인 시대를 맞이하여 한국의 디자인계를 선도한 업적이기도 하다. 안상수체는 《과학동아》의 제호와 청주국제공항에서 사용되었으며 2018년 평창 동계 올림픽, 2018년 평창 동계 패럴림픽의 개막식과 폐막식에서도 사용되었다.

## 홍대앞 문화
안상수는 1988년 3월경 홍대앞에 금누리(현 국민대 교수)와 함께 한국 최초의 사이버 카페인 전자카페 일렉트로닉 카페를 열었다. 이곳은 한국 최초의 컴퓨터 문화와 예술적 실험정신이 깃든 공간이었다. 채팅을 하는 것이 가능한 1200bps의 모뎀이 설치된 컴퓨터가 있었으며 당시로서는 접하기 힘들었던 애니메이션이나 영화를 상영하는 모임을 개최하기도 하였다. 여기서 한국 최초의 통신 동호회의 오프라인 미팅인 아이볼 미팅 이루어졌다. 1990년 9월 17일에는 이곳에서 통신미술이라는 주제로 서울과 로스앤젤레스를 연결하여 실시간 설치미술 등을 선보이는 기획퍼포먼스를 벌이기도 하였다. 특히 이때 안상수는 미국과 채팅을 하는 중에 창조적이고 개방적인 홍대앞의 문화에 대해 언급하였다고 한다. 이는 홍대앞 문화가 시작하는 계기 중 하나가 되었으며 한국의 통신 동호회 문화가 시작되는 원점이기도 하다.

## 저서
- 우리 디자인의 제다움 찾기, 안상수, 안그라픽스, 2006, ISBN 978-897-0592-923
- 타이포그라픽 디자인, 에밀루더 지음, 안상수 옮김, 안그라픽스, 2001
- 한글 타이포그라피의 가독성에 관한 연구; 10포인트 활자를 중심으로, 안상수, 홍익대 석사논문, 1980
- 타이포그라피적 관점에서 본 이상(李箱) 시에 대한 연구, 한양대 박사학위논문. 1995
- 안상수(바바프로젝트), 안상수, 안그라픽스, 2008